# Odontomyia parallela
Odontomyia parallela är en tvåvingeart som först beskrevs av Walker 1865.  Odontomyia parallela ingår i släktet Odontomyia och familjen vapenflugor. Inga underarter finns listade i Catalogue of Life.